# 37 mm-es 1915 mintájú ároklöveg
A 37 mm-es 1915 mintájú ároklöveg (oroszul 37-мм траншейная пушка образца 1915 года) egy orosz gyártmányú löveg volt, melyet az első világháború alatt vetettek be.
Az első világháború 1914-es kitörésével megjelent a lövészárok-hadviselés, amely egy olyan könnyen mozgatható tüzérségi eszköz létrehozását igényelte, melynek segítségével könnyen meg lehet semmisíteni az ellenség géppuskafészkeit és megerősített állásait. 1915-ben M. F. Rosenberg ezredes, a tüzérségi bizottság egyik tagja, kifejlesztett egy ilyen löveget. A fegyver elég kompakt volt ahhoz, hogy elférjen egy géppuskafészekben. Súlya mindössze 180 kg volt, és szét lehetett szerelni három részre, - löveg (nagyjából 74 kg), lövegtalp (82 kg) és kerekek (25 kg) - így megkönnyítve mozgathatóságát. A személyzetet 6–8 mm vastag lövegpajzs védte az ellenséges tűztől. A lövegcső 620 mm hosszan huzagolt volt. Irányzéka nagyon egyszerű nyílt irányzék volt, melyet 0-5400 arschen (régi mértékegység volt az Orosz Birodalomban, 1 arschen = 0,71 méter) között lehetett állítani. A lövegtalpat részben fából készítették, a hátrasiklás csökkentésére gumigyűrűket használtak. A fegyver kielégítően pontos volt 1,6 km-en belül. A korra jellemző lóvontatású lövegekhez hasonlóan lövegmozdonyt is használtak hozzá.
Az 1918-as finn polgárháború során a finnek zsákmányoltak a lövegből, melyeket később hadrendbe állítottak. Az 1930-as években úgy gondolták, a löveg megfelel páncélelhárítási feladatokra is. A téli háború kitörésekor hamar rájöttek, hogy a fegyver teljesen alkalmatlan erre a feladatkörre, így gyorsan kivonták a frontvonalból.

## Fordítás
Ez a szócikk részben vagy egészben  a(z)   37 mm trench gun M1915 című angol Wikipédia-szócikk ezen változatának fordításán alapul.  Az eredeti cikk szerkesztőit annak laptörténete sorolja fel. Ez a jelzés csupán a megfogalmazás eredetét és a szerzői jogokat jelzi, nem szolgál a cikkben szereplő információk forrásmegjelöléseként.